# 潯州
浔州，中国古代的州。
唐朝武德七年（624年）分燕州置，治所在大宾县（今广西壮族自治区桂平市东北）。因浔江得名。不久废。贞观七年（633年）复置，治所在桂平县（今桂平市西，宋移今治）。天宝元年（742年）改浔江郡，治所仍在桂平县，辖境同浔州。乾元元年（758年）复为浔州。辖境相当今桂平市地。元朝至元十六年（1279年）升为浔州路。 